# Helmovka jehličková
Helmovka jehličková (Mycena acicula), jinak také helmovka jehličkovitá, je druh houby z čeledi helmovkovité (Mycenaceae).

## Znaky
Tenkomasý (0,05 cm) klobouk dorůstá v průměru 0,2–2 cm, v mládí polokulovitý se později stává zvoncovitý, kuželovitý až plošně rozložený. U starších plodnic bývá od kraje až skoro ke středu průsvitně rýhovaný. Barvu má červenou, stářím přechází do oranžové až žluté.
Lupeny jsou bílé až žlutavé, u třeně jsou krátce připojené, na klobouku jsou řídce uspořádané. Výtrusný prach je bílý.
Třeň je 1–6 cm dlouhý, tenký, válcovitý, hladký, žlutý až naoranžovělý, u báze je odstín nejvýraznější, ojíněný, často bývá různě ohýbaný.
Dužnina je tenká, žlutá, chuť i vůně jsou nevýrazné.

## Užití
Nejedlý druh.

## Ekologie
Od května do října roste tato houba nehojně, v trsech či ve skupinkách, na trouchnivějícím dřevě a ležících, mechem porostlých kmenech listnáčů, má ráda vlhko a stín.

## Rozšíření
Druh je rozšířen zejména v oblastech Evropy, Ameriky, dále i Blízkého východu, střední a jižní Afriky, Austrálie, Nového Zélandu, Ruska, Číny a východní Asie.

## Galerie

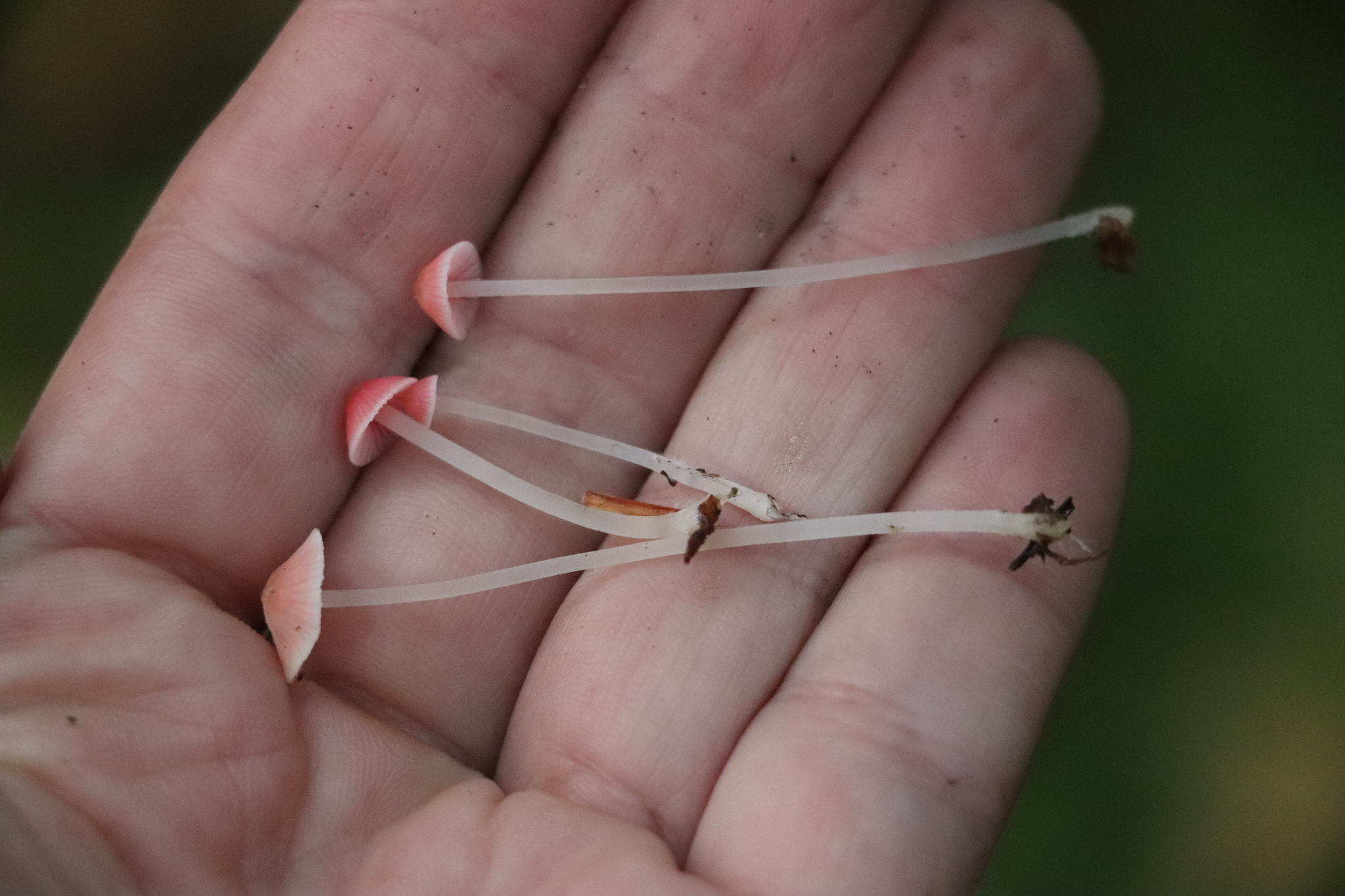
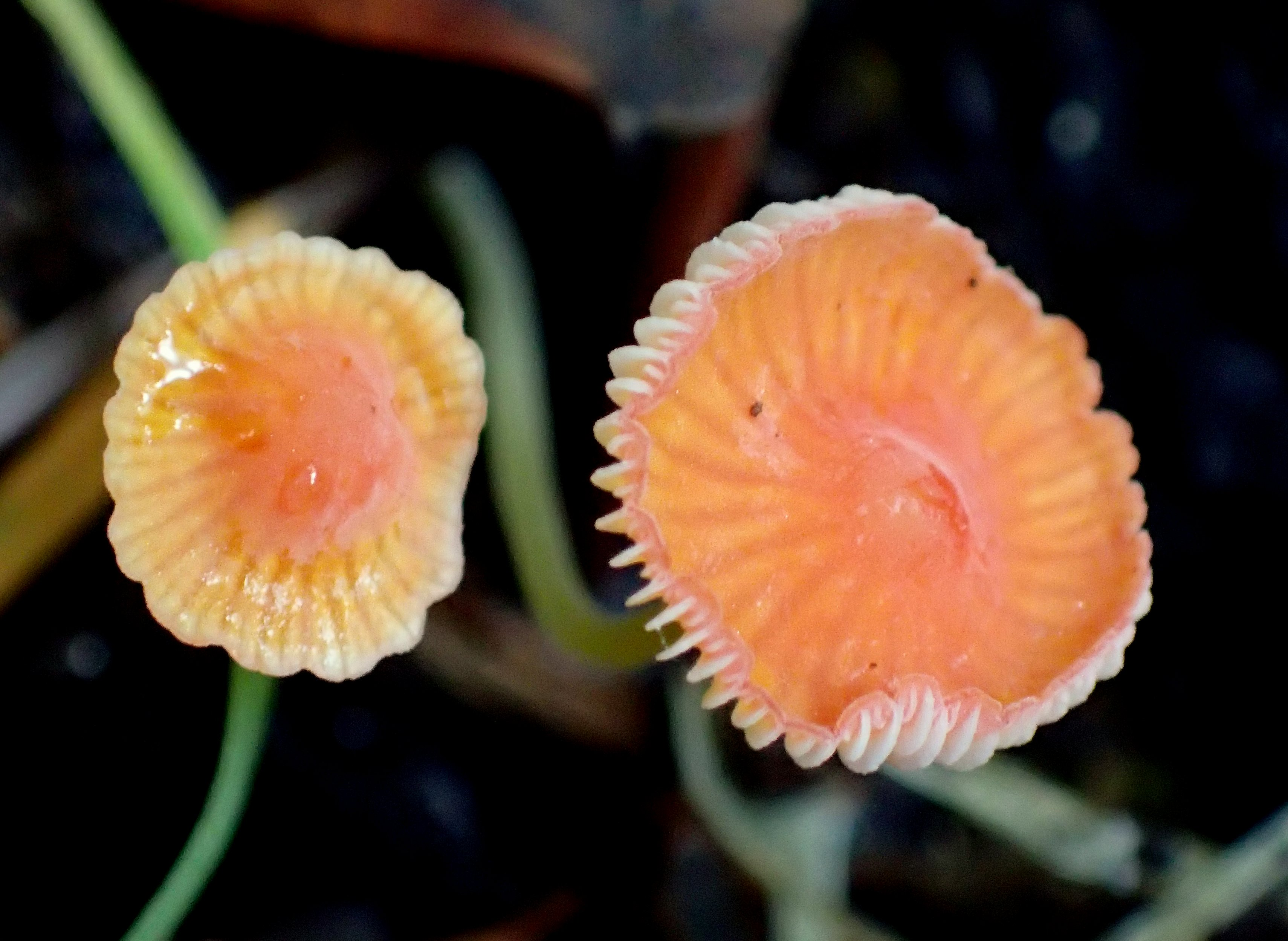
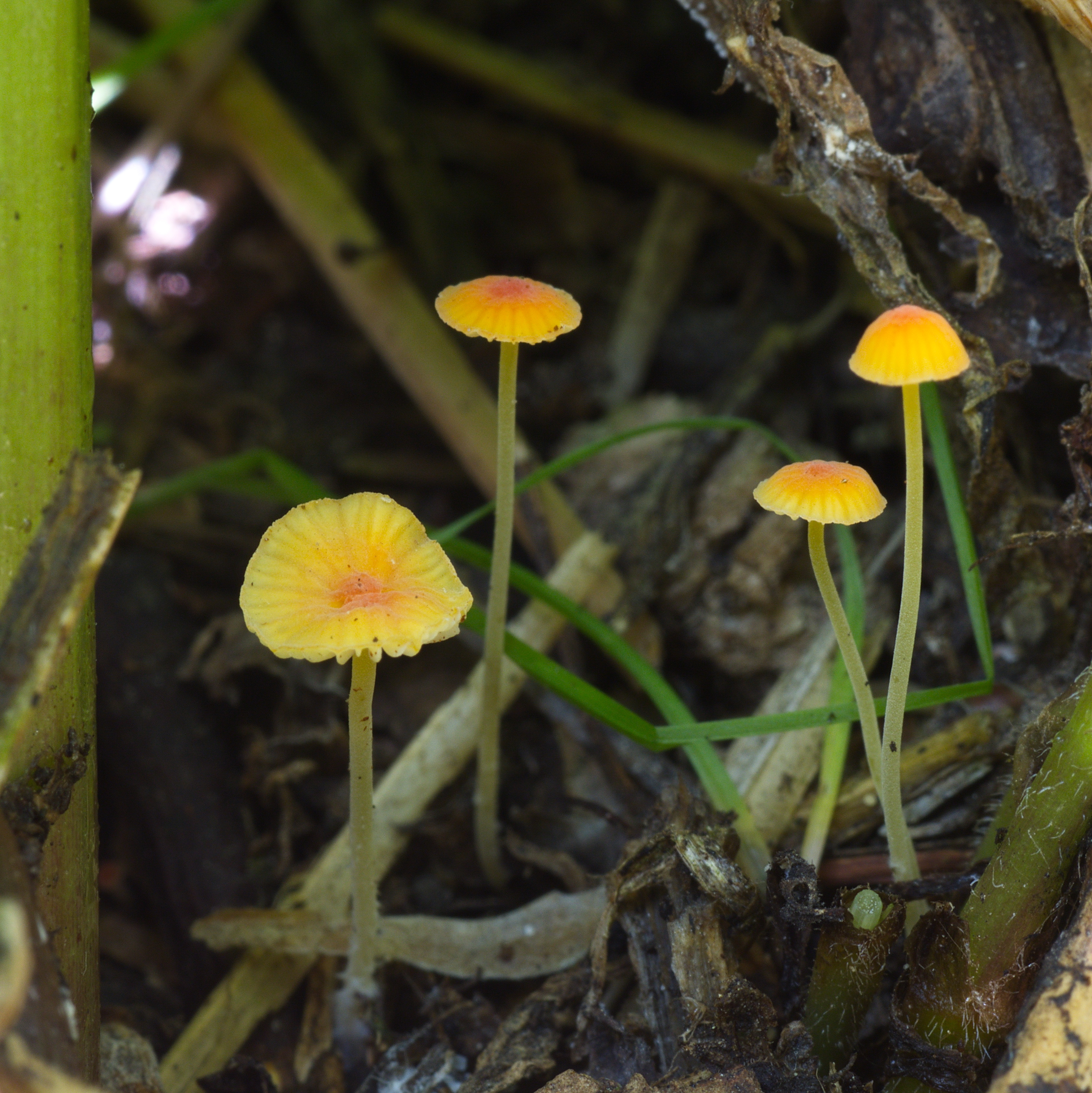
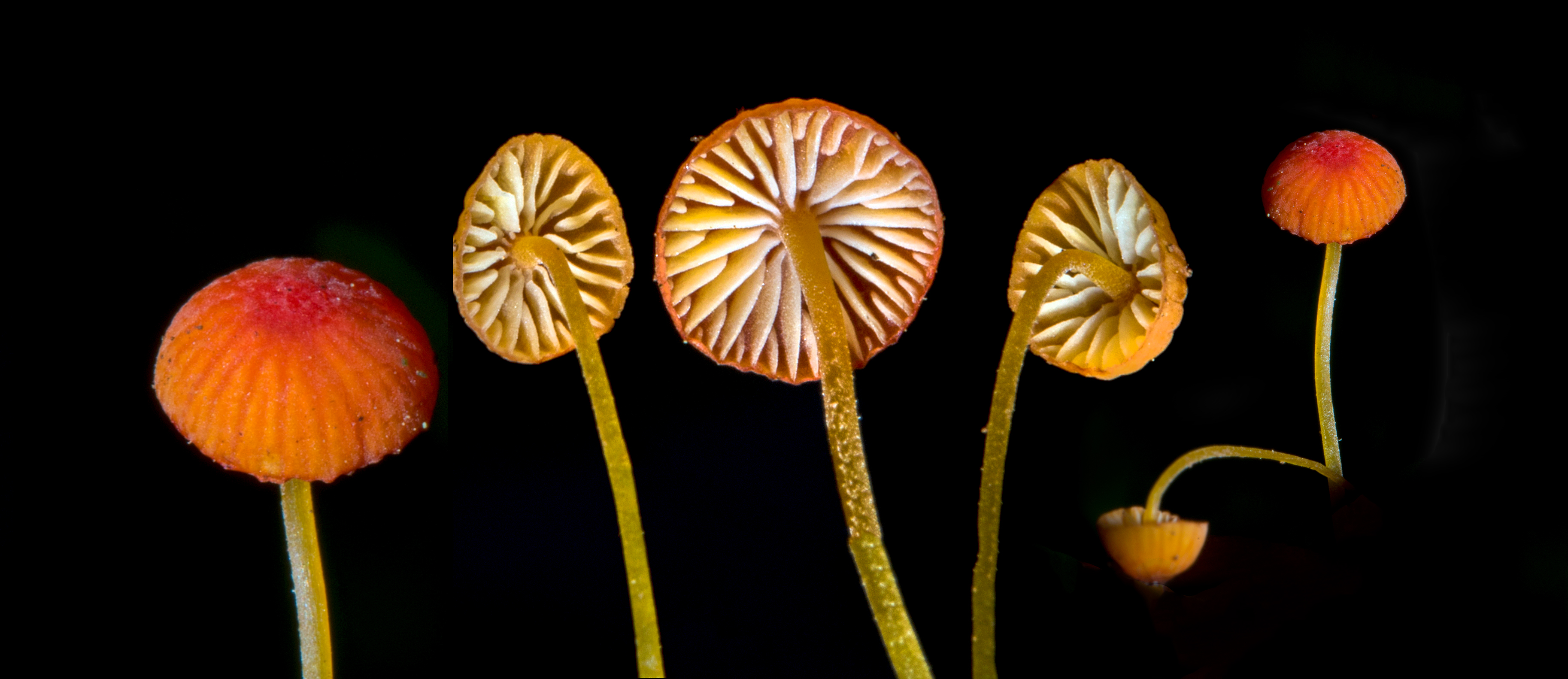

## Možnost záměny
- Helmovka jitřenková (Atheniella adonis)
- Helmovka oregonská (Mycena oregonensis)
- Kalichovka oranžová (Rickenella fibula)